# Trieng Lsk Selatan
Trieng Lsk Selatan is een bestuurslaag in het regentschap Aceh Utara van de provincie Atjeh, Indonesië. Trieng Lsk Selatan telt 809 inwoners (volkstelling 2010).